# David Tedfeldt
David Tedfeldt född 10 april 1975 i Karlstad, är en svensk konstnär.
Tedfeldt studerade konstvetenskap vid Högskolan i Karlstad 1996-1997, Lunnevads Folkhögskola 1997-1999 och Nya Dômen Konstskola 1999-2001.
Han har ställt ut separat på bland annat Galleri Cosmopolitan i Göteborg, Galleri Lars i Karlstad, Sillegården i Västra Ämtervik, Konstfrämjandet i Karlstad, Sliperiet i Borgvik, Värmlands museum, Borlänge Konsthall och Galleri Konst i Karlstad. Han har medverkat i ett flertal av Värmlands Konstförenings Höstsalonger på Värmlands museum, Stockholm Art Fair i Stockholm, 100-års vennskapsutstilling Moss Kunstgalleri Norge, Landskap Nu! på Rackstadmuseet, Domen Konstskola 50-år i Göteborg, Sommarutställning på Vadsbo museum i Mariestad, Värmlands Konstnärsförbund 90-år på Värmlands museum och Våra Gårdar – Konst åt alla i Arvika.  
Han har tilldelats Liljesonska stiftelsens stipendium 1999, stipendium ur Otto och Charlotte Mannheimers fond 2001, Pingels Ungdomsstipendium 2004 och Karlstad Kommuns Arbetsstipendium för Kulturarbetare 2012.
Tedfeldt är representerad vid Värmlands museum, Karlstad kommun, Värmlands läns landsting, Örebro läns landsting, Dalarnas läns landsting, Västra Götalands Regionen, Vingåkers kommun och Borlänge kommun.